# Santa (pel·lícula de 1932)
Santa és la primera pel·lícula mexicana sonora, realitzada el 1931 i estrenada el 1932. Fou dirigida per Antonio Moreno i protagonitzada per Lupita Tovar, amb un argument basada en la novel·la de Federico Gamboa. Fou estrenada a San Antonio. El 1994 la revista mexicana Somos la va incloure a la seva llista Les 100 millors pel·lícules del cinema mexicà en el lloc 67è.
Santa es considera la primera pel·lícula del cinema sonor de Mèxic amb so perfectament sincrònic a la imatge. No obstant això, la primera va ser El Águila y la Nopalera (1929) del director Miguel Contreras Torres, el curtmetratge sonor El Inocente (1929) amb les actuacions de Emilio Tuero i Adela Sequeyro, posteriorment, Más fuerte que el deber (1930) de Rafael Sevilla, amdues en sistemes de discos (Vitaphone). No obstant això, les tècniques utilitzades abans de Santa les van filmar en rotllos sense so i al moment de projectar-se eren sincronitzades amb discos Vitaphone que contenien la pista sonora i les feia difícils de sincronitzar. Mèxic és el primer país de Llatinoamèrica i parla hispana a filmar un llargmetratge sonor amb el sistema òptic Rodríguez Sound Recording System, el sistema sonor mexicà, de Joselito Rodríguez.
La cinta es va filmar en Chimalistac, lloc on la novel·la transcorre, i va ser estrenada en la Ciutat de Mèxic el 30 de març de 1932.

## Sinopsi
Santa (Lupita Tovar) és una dona humil i d'una bellesa inusual que viu a Chimalistac, un poblat al sud i als afores de la Ciutat de Mèxic dels anys 1930s. La seva gran bellesa fa que els homes es fixin en ella, i així passa amb Marcelino (Donald Reed), un soldat que l'enganya i després l'abandona. Santa es troba sola, perquè a causa dels abusos de Marcelino la seva família la rebutja i és expulsada de Chimalistac. Per sobreviure Santa es veu obligada a emprar-se en un prostíbul, fet que la convertirà en una dona cínica i desgraciada. Al bordell, Santa es troba immersa en un triangle amorós, ja que està enamorada del torero Jarameño (Juan José Martínez Casado) qui la menysprea, però és a més estimada secretament pel pianista cec del lloc, Hipólito (Carlos Orellana).

## Repartiment
- Lupita Tovar, com a Santa.
- Carlos Orellana, com a Hipòlito.
- Juan José Martínez Casado, com Jarameño.
- Donald Reed, com Marcelino.
- Mimí Derba